# Стейнметз, Билл
Билл Стейнметз (англ. William Imbs «Bill» Steinmetz, 24 февраля 1899, Чикаго, Иллинойс — 25 мая 1988, Elkhorn, Висконсин) — американский конькобежец, победитель американских и международных соревнований, участник Первой Зимней Олимпиады, торговец.

## Карьера
Билл родился 24 февраля 1899 года в Чикаго (штат Иллинойс). В молодости жил на Среднем Западе США, работал электриком и занимался конькобежным спортом.
В 1922 году он победил на национальном соревновании США по конькобежному спорту (англ. 1922 US Long-Track National All-arounds), а также в соревновании «Международный алмазный трофей» (англ. 1922 International Diamond Trophy). В 1923 году Билл победил в соревновании «Чикагские серебряные коньки» (англ. 1923 Chicago Silver Skates competitions).
В 1924 году Билл принял участие в I Зимних Олимпийских играх, которые проводились в Шамони (Франция). Среди 6 конькобежцев США на зимних Олимпийских играх 1924 года Билл был самым старшим участником (ему было 24 года и 337 дней). На Олимпиаде участвовал в мужских конькобежных состязаниях на трёх дистанциях из четырёх. На дистанции 500 метров занял 14 место с результатом 47.8. На дистанции 1500 метров — 12 место с результатом 2:36.0. На дистанции 5000 метров — 14 место с результатом 9:35.0.
Во время поездки Билл, вместе с другими участниками сборной команды США, останавливался в роскошных домах в Лондоне и Париже, что произвело на него глубокое впечатление и Билл решил, что хочет расширить свой кругозор и научиться бо́льшему, чем быть электриком и кататься на коньках. По возвращении, он пошёл учиться на курсы публичной речи, стал торговцем и разбогател, продавая электрические тостеры, вентиляторы и радиоприёмники. В дальнейшем он поселился в Лейк-Дженива (округ Уолуорт, штат Висконсин, США).
Билл Стейнметз умер 25 мая 1988 года в возрасте 89 лет в Чикаго (округ Кук, штат Иллинойс, США).